# OSINT
Разузнаване с използването на открити източници (на английски: Open source intelligence, OSINT) е форма и процес на разузнаване чрез извличане на данни и информация от източници, които са свободно достъпни за обществеността. За разлика от повечето други методи за събиране на разузнавателна информация, OSINT не използва класифицирана информация и обикновено не изисква същото ниво на прикриване в процеса. В разузнавателната общност терминът „открит“ указва общодостъпността на източника (за разлика от секретните източници и източниците с ограничено ползване), и не е свързан с отворен код или public intelligence.

## Открити източници
- СМИ (средства за масова информация) – вестници, списания, радио, телевизия
- Интернет, в частност уеб-общностите и съдържанието, създадено от потребителите (user generated content) – социални сайтове, видео-хостинги, уики-справочници, блогове, форуми[2]

- Публични правителствени отчети, официални бюджетни и демографски данни, материали от пресконеференции, различни публични изказвания
- Наблюдения – радиомониторинг, използване на общодостъпни данни, дистанционно сондиране на Земята (например, Google Earth)
- Професионални и научни отчети, конференции, доклади, статии[3]